# Usnarka
Usnarka (biał. Уснарка) – struga, ciek III stopnia w Polsce i na Białorusi o długości 12 km, lewy dopływ Świsłoczy dorzecza Niemna. Ma spadek około 41 m.
Rzeka początek swój ma w pobliżu wsi Grzybowszczyzna. Przecina granicę polsko-białoruską, uchodzi do Świsłoczy w pobliżu wsi Ignatowicze (rejon brzostowicki).

## Literatura
- Блакітная кніга Беларусі: Энцыклапедыя / Redaktorzy: Н. А. Дзiсько et al. – Мінск: Беларуская Энцыклапедыя, 1994. Strona 377. ISBN 5-85700-133-1.